# Belvédère Claude-Gérard-Marcus
Le belvédère Claude-Gérard-Marcus est une voie située dans le 10e arrondissement de Paris, en France.

## Situation et accès
Il est situé à l'intersection de la rue La Fayette et du boulevard de La Villette, en contrebas de la place de la Bataille de Stalingrad et en surplomb du canal Saint-Martin.
Ce site est desservi par la station de métro Jaurès.

## Origine du nom
La voie porte le nom de Claude-Gérard Marcus (1933-2020), homme politique français et maire de l'arrondissement entre 1983 et 1989.